# 坂本義雄
坂本 義雄（さかもと よしお、1949年9月8日 - ）は、山口県出身の元プロ野球選手。ポジションは投手。

## 来歴・人物
早鞆高等学校では、1966年、1967年と夏の甲子園大会に連続出場したチームの大黒柱。同期に村上利春（東芝）、のちに歌手になった山本譲二も代打で甲子園出場した。
1966年の甲子園では2回戦で西村公一のいる甲府工に３対２で惜敗。1967年の甲子園では1回戦で松商学園に負けたが、2年生のときからエース兼中心打者として活躍。早くから素質のある打撃を買われていた。
投手でも、外角への速球、打者の胸元をえぐるようなシュート。その上、制球力があり、まとまったピッチャーだった。
1967年のドラフトに阪神から4位指名され入団。ドラフト同期には川藤幸三がいた。
同期の川藤曰く、坂本は1年先輩の江夏豊によく食事や酒の席に誘われることが多かったという。江夏は最初川藤を誘おうとしたのだが、川藤が「江夏さん、ワシはまだ確固たる結果を出して一軍に定着してませんのや。もっともっと練習せにゃなりませんので申し訳ないですけど、江夏さんの誘いはお断りします」と（当時は先輩の誘いを後輩が断るなどご法度の時代だったにもかかわらず）断ってしまったため、江夏は歳の近い坂本を食事や酒の席に頻繁に連れ回すようになった。シーズン通して一軍に帯同している江夏は夜型の生活リズムであったが、まだ一軍と二軍を行ったり来たりの坂本は、二軍の朝型の生活リズムで動いていたために坂本の睡眠時間が削られていき、当然満足な練習もできなくなっていき、坂本は川藤よりも早くユニフォームを脱ぐ結果となった。
一軍公式戦出場のないまま、1969年に引退。

## 詳細情報

### 年度別投手成績
- 一軍公式戦出場なし

### 背番号
- 47 （1968年 - 1969年）